# SN 2010fh
SN 2010fh – supernowa typu Ia odkryta 6 czerwca 2010 roku w galaktyce A141718+5358. W momencie odkrycia miała maksymalną jasność 22,30m.